# Hicham al-Khalidi
Pour les articles homonymes, voir Khalidi.
Hicham al-Khalidi est un journaliste jordanien, ancien rédacteur en chef du journal Al-Mehwar.
Lors de la crise internationale des caricatures de Mahomet, à la suite de la publication des caricatures dans le journal Al-Mehwar, Hicham al-Khalidi a été arrêté par la justice jordanienne.